# Carl Gustaf Sandberg
Carl Gustaf Sandberg, född 22 februari 1729 i Skövde, död 24 april 1805 i Vänersborg, var en svensk kyrko- och skråmålare.
Han var son till fänriken Gustaf Sandberg och Magdalena Geting. Sandberg gick från 1748 i målarlära för Johan Risberg i Skövde. Han blev gesäll 1751 och upptagen som mästare i Göteborgs målarskrå 1756. Han bosatte sig därefter i Vänersborg där han erhöll burskap 1758. Han blev en högt anlitad målare och hans verkstad fanns det flera gesäller och lärlingar. Hans mest kända bevarade arbete är dekorationsmålningarna i Åsbräcka kyrka som han utförde 1761.   